# Reborn (Diaura-album)
A Reborn című lemez a Diaura nevű japán visual kei együttes második minialbuma, mely 2013. március 13-án jelent meg az Ains kiadásában. Három változatban jelent meg, az A-típushoz adott DVD-n a Taidó (胎動; Hepburn: Taidō) című dal videoklipje szerepel, a B-típushoz mellékelt DVD-n koncertfelvétel, a C-típusú kiadványon pedig plusz egy dal. A lemez az Oricon heti listáján 68. helyezett volt, a független albumok listáján pedig negyedik.
Ezen a lemezen a Diaura hivatalosan csak három tagú volt, Jú távozása után készült. Későbbi állandó dobosuk, Tacuja ezen az albumon kisegítőként szerepel.

## Számlista
Az összes dalszöveg szerzője yo-ka. 
| A-típus, CD | A-típus, CD                                      | A-típus, CD | A-típus, CD | A-típus, CD | A-típus, CD | A-típus, CD | A-típus, CD | A-típus, CD | A-típus, CD |
| #           | Cím                                              | Zene        | Hossz       |             |             |             |             |             |             |
| ----------- | ------------------------------------------------ | ----------- | ----------- | ----------- | ----------- | ----------- | ----------- | ----------- | ----------- |
| 1.          | Taidó (胎動; Hepburn: Taidō)                     | yo-ka       | 2:41        |             |             |             |             |             |             |
| 2.          | Reborn                                           | Kei         | 4:13        |             |             |             |             |             |             |
| 3.          | anti people                                      | yo-ka       | 3:15        |             |             |             |             |             |             |
| 4.          | Kindan rjóiki (禁断領域; Hepburn: Kindan ryōiki) | Kei         | 4:16        |             |             |             |             |             |             |
| 5.          | Garden of Eden                                   | Kei         | 5:23        |             |             |             |             |             |             |
| 19:48       |                                                  |             |             |             |             |             |             |             |             |

| 1. | Taidó (胎動; Hepburn: Taidō) (videoklip) |  |

| 1. | 2012/12/2 [deadly"9"circuit] at Sibuja REX (2012/12/2 [deadly"9"circuit] at 渋谷REX; Hepburn: 2012/12/2 [deadly"9"circuit] at Shibuya REX) (koncertfelvétel) |  |

| C-típus, CD | C-típus, CD                | C-típus, CD | C-típus, CD | C-típus, CD | C-típus, CD | C-típus, CD | C-típus, CD | C-típus, CD | C-típus, CD |
| #           | Cím                        | Zene        | Hossz       |             |             |             |             |             |             |
| ----------- | -------------------------- | ----------- | ----------- | ----------- | ----------- | ----------- | ----------- | ----------- | ----------- |
| 6.          | Virgin Mary (újrafelvétel) | Kei         | 4:41        |             |             |             |             |             |             |
| 24:29       |                            |             |             |             |             |             |             |             |             |